# Collectivité publique (Québec)
 (février 2018).
Améliorez-le ou discutez des points à vérifier. 
Les collectivités publiques sont des entités subordonnées au gouvernement québécois et bénéficiant d'un service public. Par exemple, elles comprennent les collectivités suivantes :
- Collectivités territoriales
  - Collectivité nationale ou provinciale
  - Collectivités municipales
    - Collectivités locales
    - Collectivités supralocales

  - Collectivités régionales
- Collectivités d'usagers
  - Usagers de la route
  - Usagers des tribunaux

Les collectivités privées sont des entités autonomes de la société civile et indépendantes de l'État, telles que les associations, clubs, entreprises, familles, etc.
Les collectivités parapubliques sont des entités capables d'autogouvernance à l'instar des collectivités privées, mais bénéficiant d'un service public. Par exemple, elles comprennent les usagers des hôpitaux, les membres d'organismes d'ordre professionnel, les membres des universités, etc.